# Шефик Акер
Мехмед Шефик, след 1930 година – Мехмед Шефик Акер (на турски: Mehmet Şefik Aker), е османски офицер и генерал от турската армия. Шефик Акер ръководи османската отбрана по време на Галиполската операция, по време на първия ден от десанта на съюзниците на 25 април 1915 година. Впоследствие той служи на редица важни постове през останалата част от Първата световна война и по време на Войната за независимост.

## Биография

### Ранен живот
Роден е през 1877 година в албанското семейство на Селим бей в град Костур, тогава в Османската империя.
Постъпва в Османския военен колеж в Цариград през април 1894 година. Успехът му не е достатъчно висок, за да може след завършването му с чин лейтенант на 17 август 1896 година, да бъде избран да посещава Генералщабния колеж. След дипломирането си Шефик е назначен да ръководи взвод в Дебър, Македония. Той служи с отличие в Гръцко-турската война от 1897 година и в резултат на това е произведен в щабен офицер в щаба на 28-ма бригада в Истанбул.
Като капитан (юзбашия) се записва доброволец в йеменските експедиционни сили на 8 март 1900 година, но не получава бойна командна позиция, която търси. В продължение на две години служи в Йемен в щаба на 14-та дивизия, включително за кратък период като началник на щаба. По време на тази често брутална антибунтовническа кампания се разболява сериозно, което го кара да се завърне през 1902 година в Цариград. Между 1903 година и 1911 година Шефик служи на ротни и батальонни командни позиции в района на Северно Бяло море. Тези назначения му осигуряват повишение в ранг майор (колагасъ) на 18 юли 1908 година. След началото на Итало-турската война в 1911 година се записва като доброволец и му е дадено командването на местни доброволци. Шефик търси служба в бившата си част по време на Балканските войни, но не успява да получи пост до последния етап на войната.
Назначен е за командващ офицер на резервен батальон в района на Сувла на беломорския бряг на полуостров Галиполи, което му дава опит от първа ръка за района и войниците, които ще командва по време на Галиполската кампания. Шефик успява да избегне широкомащабната чистка на офицерския корпус на Османската армия в края на Балканската война и е назначен за командир на 3-ти батальон от 25-ти полк в 9-та дивизия, който е разположен в района на Дарданелите при Чанаккале през февруари 1914 година.

### Галиполска кампания
След назначаването на подполковник Ирфан да командва отряда Мендерес на 10 ноември 1914 година Шефик е назначен да го замести като командир на 27-ми пехотен полк от 9-та дивизия. На 29 ноември 1914 година е повишен в чин подполковник (бинбашия). По това време той беше уважаван, макар и безкомпромисен офицер с репутация на труден подчинен. Въпреки че офицерите са от различни части на Османската империя, повечето наборници и подофицери от 27-ми полк, произхождат от селищата на полуостров Галиполи, които имат разнообразен етнически състав. Тъй като османските власти са подозрителни към надеждността на своите гръцки и арменски поданици, повечето от войниците на полка са местни мюсюлмани, въпреки че немюсюлманите съставляват половината от неговия помощен и поддържащ персонал. По времето, когато Шефик поема командването, полкът отговаря за южния регион на полуостров Галиполи (включително Хелес, Кабатепе и Сувла). Скоро на полка е възложена конкретната задача да защитава бреговата линия между залива Едже и Какабтепе. Той започва програма за копаене и укрепване на окопи, за да избегне вероятността хората му да бъдат подложени на открито от морски обстрел. Той също инструктира офицерите си, че предните части не трябва да се оттеглят, ако бъдат атакувани, а вместо това трябва да бъдат готови да пожертват живота си, за да спечелят време за пристигането на резервните части.
След подробна инспекция на терена Шефик установи, че районът Арибурну е критична точка и в началото на март 1915 година започва изграждането на цялостна отбранителна система, но тя скоро е спряна поради промяна в отбранителната стратегия, наложена от Ото Лиман фон Сандерс, който вярва в разполагането на леки сили по бреговата линия, като същевременно се поддържат силни мобилни резерви и ресурси във вътрешността. След пристигането на 19-та дивизия на Мустафа Кемал на полуострова на 26 февруари 1915 година, 9-та дивизия е преназначена да защитава азиатския бряг, но 27-ми полк е изоставен и преназначен към 19-та дивизия.
През нощта на 24 срещу 25 април 1915 година 2-ри батальон от неговия полк е на позиция, разположена на около 12 km брегова линия между Азмакдере и Чамтепе, а 1-ви и 3-ти батальон на полка са ангажирани в полеви учения и форсиран марш преди да се върнат в лагера си в Еджеабат. При звука от артилерийски огън на запад, наблюдателния пост в Каба тепе потвърждава, че в ход е съюзнически десант. Шефик вдига своя полк и след това започва многократно да иска разрешение от щаба на дивизията да напредне до брега. Най-накрая в 5:45 сутринта получава разрешение и батальоните тръгват през равнината Малтепе с цел да заемат критичния Топчулар Съртъ във вътрешността на залива Арибурну. Когато Шефик и двата му батальона наближават Кавактепе, те се свързват с неговия 2-ри батальон, който е отстъпил с бой. След това целият полк се включва в тежки битки, които забавят напредъка на съюзниците, а след пристигането на 57-ми полк те започват контраатака, която стабилизира фронтовата линия. Полкът претърпява тежки загуби по време на боевете на 25 април, но остава на фронтовата линия на полуостров Галиполи. Когато Мустафа Кемал се отказва от командването си на 9-та дивизия на 8 август 1915 година, за да заеме позицията на командир на групата от шест дивизии Анафарталар на полуостров Галиполи, бойният успех на Шефик, въпреки гласните му критики към османската отбрана до момента, е признат за командването на 19-та дивизия.
След евакуацията на съюзническите сили и края на кампанията в Галиполи през януари 1916 година, 19-та дивизия е прикрепена към 15-и корпус и е изпратена да подсили Австро-унгарската армия на Галицийския фронт. Шефик използва възможността, докато командваше 19-та дивизия, да я подложи на интензивен режим на обучение, който я превръща в една от най-добрите в Османската армия. Частите на Шефик са използвани като ударни войски за покриване на слабо представящата се австро-унгарска армия. Възразявайки срещу използването на неговите войници като пушечно месо, Шефик влиза в конфликт с австро-унгарските и германските си началници. Този конфликт води до отзоваването му и преназначаването му на 7 октомври 1916 година като началник на Измирския отдел на военната служба, който по същество отговаря за набирането на войници в провинцията. Ахмет Седат Догруер го наследява като командир на 19-та дивизия. Шефик е повишен в чин полковник (миралай) на 14 декември 1916 година. Въпреки ценния си боен опит, Шефик очевидно не е гледан с добро око от своите началници и служи до края на войната, командвайки различни резервни дивизии, служещи за охрана на границите и крайбрежна отбрана. Това са 59-та дивизия от 28 януари 1917 година, 49-та дивизия от 19 юли 1917 година и 57-ма дивизия от 24 юли 1917 година. В допълнение към командването на 57-ма дивизия, той също служи като заместник-командир на 21-ви корпус от 24 октомври 1917 година. Завършва войната като командир на Измирския южен фронт (група Динар-Мендерес) заедно с 57-ма дивизия.

## Гръцко-турска война (1919 – 1922)
Мудроското примирие, което влиза в сила на 1 ноември 1918 година, слага край на военните действия в Близкоизточния театър между Османската империя и Антантата. Сред условията е османците да предадат останалите си гарнизони извън Анадола. Шефик до голяма степен пренебрегва това изискване и успява да запази дивизията в Айдън си непокътната. Заедно с 56-та дивизия, 57-та дивизия на Шефик (съставена от 135-ти пехотен полк, 175-ти пехотен полк и 176-ти пехотен полк) е част от 17-ти корпус, който е с щаб в Измир под командването на Али Надир паша. Шефик успява да проведе изтегляне с бой след десанта на 15 май 1919 година на гръцките войски в Измир в началото Гръцко-турската война (1919 – 1922). 57-ми полк превзема Айдън от гърците на 29 – 30 юни 1919 година, което е първият голям турски успех срещу тях. Оттогава до края на 1920 година Шефик организира турските сили в Южнобеломорския район.
През втората половина на 1920 година турското военно ръководство взема решение да постави под контрол различните спонтанно възникнали опълченски сили. На милициите е предложена възможността или да се присъединят към редовната армия като резервни части, или ако няма да се бият или са извършили престъпления да се демобилизират. Една такава милиция беше водена от Мехмет Ефе Демирджи, който след убийството на един от хората си Али Ефе Сьокели в Денизли, влиза в града на 9 юли 1920 година и убива 60 души, които смята за отговорни. Мехмет Ефе първо приема предложението на военните, но по-късно го отхвърли. В резултат на това полковник Рефет бей, след като получава съгласието на Мустафа Кемал, се заема да накара Мехмет Ефе и неговите 800 души (почти половината от които кавалерия) да подчинят и на 11 декември 1920 година започва кавалерийска кампания от Афионкарахисар срещу тях. Частите на Шефик подпомагат Рефет бей, като на 14 декември нахлуват в село Игдеджик, където е базиран Мехмет Ефе, което принуждава част от силите на Ефе да се разпръснат в други села. Тези села на свой ред са нападнати и милиционери са заловени. На 18 декември 1920 година 700 от милиционерите са заловени. В крайна сметка на 30 декември 1920 година Мехмет Ефе и останалите му хора се предават на кавалерийски отряд на Рефет бей, воден от капитан Нури бей. Противопоставянето на Шефик на радикалното преструктуриране на турските сили на Западния фронт води до преназначаването му като командир на Отряда за преследване, който е сформиран в отговор на въстанието в Кония през август 1920 година. В същото време му е възложено да помага на Министерството на националната отбрана при закупуването на оръжия и боеприпаси от италианците в Анталия. На 1 март 1921 година той е назначен да командва 6-та дивизия, на 14 юни 1921 година поема командването на Анталия и летището, на 24 ноември 1921 година командването на 7-ма дивизия, на 9 май 1922 година командването на Военния съд на Кония и на 11 септември 1922 година става председател на наборната комисия на 11-и корпус в Елазъг.
Шефик е отстранен през ноември 1923 година, след като е обвинен във финансови злоупотреби и бруталност срещу цивилни. Въпреки че е оправдан по тези обвинения, той никога повече не е назначен на влиятелна позиция. На 28 януари 1924 година е назначен за член на Съвета на старшите офицери в Истанбул. Пенсионира се от армията на 25 февруари 1931 година и посвещава остатъка от живота си на възстановяване на репутацията си. В отговор на Закона за фамилните имена, в 1934 година приема фамилното име Акер. Умира в Истанбул на 6 февруари 1964 година.

## Книги
- Çanakkale-Arıburnu Savaşları ve 27 Alay (Çanakkale Arıburnu Battles and the 27th Anniversary) Askeri Mecmua magazine, No 40, 1935. Republished by Arma Yayınları in 2001. ISBN 975-7336-26-2
- İstiklal Harbinde 57. Tümen ve Aydın Milli Cidali (57th Division in the War of Independence and Aydın National Cidali). 1937. Published by Askeri matbaa.